# Wełykyj Kuczuriw
Wełykyj Kuczuriw (ukr. Великий Кучурів, rum. Cuciurul Mare, Kuczurmare, pol. Kuczurów Wielki) – wieś na Ukrainie w rejonie czerniowieckim obwodu czerniowieckiego.
Znajduje tu się stacja kolejowa Wełykyj Kuczuriw, położona na linii Czerniowce – Suczawa.